# Adesmia miottoae
Adesmia miottoae es una especie de planta floral del género Adesmia, categorizada en la tribu Dalbergieae, de la familia Fabaceae.

## Distribución
Especie nativa de Brasil. Crece en el bioma subtropical.

## Taxonomía
Fue descrita por Cobra, Iganci & Fort.-Pérez y publicada en Phytotaxa 521: 49 (2021).